# マット・ホリデイ
マシュー・トーマス・ホリデイ（Matthew Thomas Holliday, 1980年1月15日 - ）は、アメリカ合衆国オクラホマ州スティルウォーター出身の元プロ野球選手（外野手）。右投右打。

## 経歴

### プロ入り前
1980年1月15日にアメリカ合衆国オクラホマ州スティルウォーターで誕生した。父のトム・ホリデイはカレッジベースボールの強豪校として知られるオクラホマ州立大学でかつてヘッドコーチをしており、叔父のデーブ・ホリデイはコロラド・ロッキーズのスカウト、兄のジョシュ・ホリデイも1999年のMLBドラフト9巡目（全体283位）でトロント・ブルージェイズから指名されてプロ入りするなど、ホリデイ家は "野球一家"だった。スティルウォーター高等学校に在学中、野球とアメリカンフットボールの両方で活躍した。アメリカンフットボールのクォーターバックとしてオクラホマ州立大学へ進学する予定だった。

### プロ入りとロッキーズ時代
1998年のMLBドラフト7巡目（全体210位）でロッキーズから指名され、野球のプロ選手の道へ進む。その時の契約金は7巡目指名ながら840,000ドル。さらに7年分の年俸保証700,000ドルという条件も付いていた。

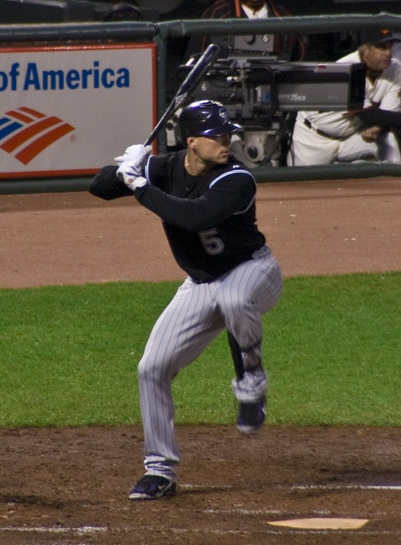
打席に立つホリデイ

マイナーリーグでは三塁手としてプレイしていたが、2001年に右肘を傷めてトミー・ジョン手術をし、その後は左翼手に転向した。
2004年4月16日のセントルイス・カージナルス戦で、メジャーデビューを果たし、その試合では3打数無安打に終わった。しかしこの年は計121試合に出場し、打率.290・14本塁打・57打点を記録、新人王投票でも5位に入った。
2005年は前年とほぼ同じ125試合出場ながら、打撃3部門全てで1年目を上回る成績を記録。さらに俊足も発揮し、14盗塁を記録した。
2006年シーズン開幕前の3月に開催された第1回ワールド・ベースボール・クラシック(WBC)のアメリカ合衆国代表に選出された。
シーズンでは自身初の30本塁打・100打点など前年を上回る成績を残した。オールスターにも初選出された。
2007年に自己最高のシーズンを送る。開幕直後は5番打者として、5月に入ると3番打者として出場。ほとんどの記録でキャリアハイを更新し、打率・打点・安打・二塁打・塁打の5部門でリーグ1位となった。9月にはホリデイが月間MVPを受賞する活躍をすると、その間にチームは11連勝を含む20勝8敗を記録し、レギュラーシーズン終了時点でナ・リーグ西地区で2位のパドレスと並んだ。ポストシーズン進出を賭けたパドレスとのワンゲーム・プレーオフで6打数2安打2打点を記録、そしてロッキーズは延長13回に2点差を逆転するサヨナラでパドレスに勝利しプレーオフ進出を果たした。ホリデイ自身も2打点を上げたことでライアン・ハワードを逆転し、打点王を獲得。このことはワンゲーム・プレーオフがレギュラーシーズンに含まれる制度による恩恵を受けた例として取り上げられる。さらに首位打者にも輝き、MVP投票ではジミー・ロリンズに次ぐ2位だった。
2008年1月18日に2年契約総額2300万ドルでロッキーズと契約延長した。5月25日、左ハムストリングを痛めたことによりホリデイは6月10日まで故障者リスト入りすることになった。7月6日、ホリデイは3年連続でオールスターゲームに選出された。ファン選出されたアルフォンソ・ソリアーノが故障したことにより、先発出場することになった。当日のオールスターゲームでは右翼手として出場し、この試合の初得点となるソロ本塁打を放った。この年は故障者リストに入っていたこともあって過去2年より少ない139試合出場に終わった。成績は打率.321、173安打、25本塁打、88打点、107得点、290塁打を記録した。この活躍が認められ3年連続でシルバースラッガー賞を受賞し、28盗塁と出塁率.409はキャリアハイだった。盗塁はこの年の左翼手ではメジャー3位、出塁率は同じく左翼手でメジャー2位だった。

### アスレチックス時代
2008年11月14日にヒューストン・ストリート、グレッグ・スミス、カルロス・ゴンザレスとの1対3のトレードによりオークランド・アスレチックスへ移籍した。
2009年は4月の打率が.240と低迷していたが、7月には打率が2割8分まで上昇した。しかし、チームは地区最下位に低迷し、ホリデイはラジオのインタビューで、「またプレーオフでプレーしたい。もしこのチームで不可能なら僕の代わりにいい選手を獲ってもらいたい。それによって僕がプレーオフの可能性のある球団でプレーできるなら問題ない」とトレードを容認する発言をした。

### カージナルス時代
2009年7月24日にブレット・ウォレス、クレイトン・モーテンセン、シェーン・ピーターソンに加えアスレチックスが150万ドルを負担する3対1のトレードで、カージナルスへ移籍した。
カージナルス移籍後、63試合の出場で打率.353、13本塁打、55打点を記録し、チームはホリデイ移籍後、39勝25敗を記録し、3年ぶりに地区優勝を果たした。しかし、ロサンゼルス・ドジャースとのディビジョンシリーズでは打率.167（12打数2安打）と低迷し、チームも3連敗で敗れ、シーズンを終えた。シーズン終了後、FAとなり、代理人のスコット・ボラスはマーク・テシェイラの8年総額1億8,000万ドル規模の契約を要求したが、2010年1月7日にカージナルスと7年総額1億2,000万ドル、8年目は1700万ドルの球団オプションの契約に合意。アルバート・プホルスの7年総額1億ドルを上回る球団史上最高額の契約となった。
2010年は4月に5試合連続無安打の時期があったものの、それ以降は波なく好成績を残した。打率.312、OPS.922をマークし、守備でもDRSで＋ 7、補殺は8つを記録した。

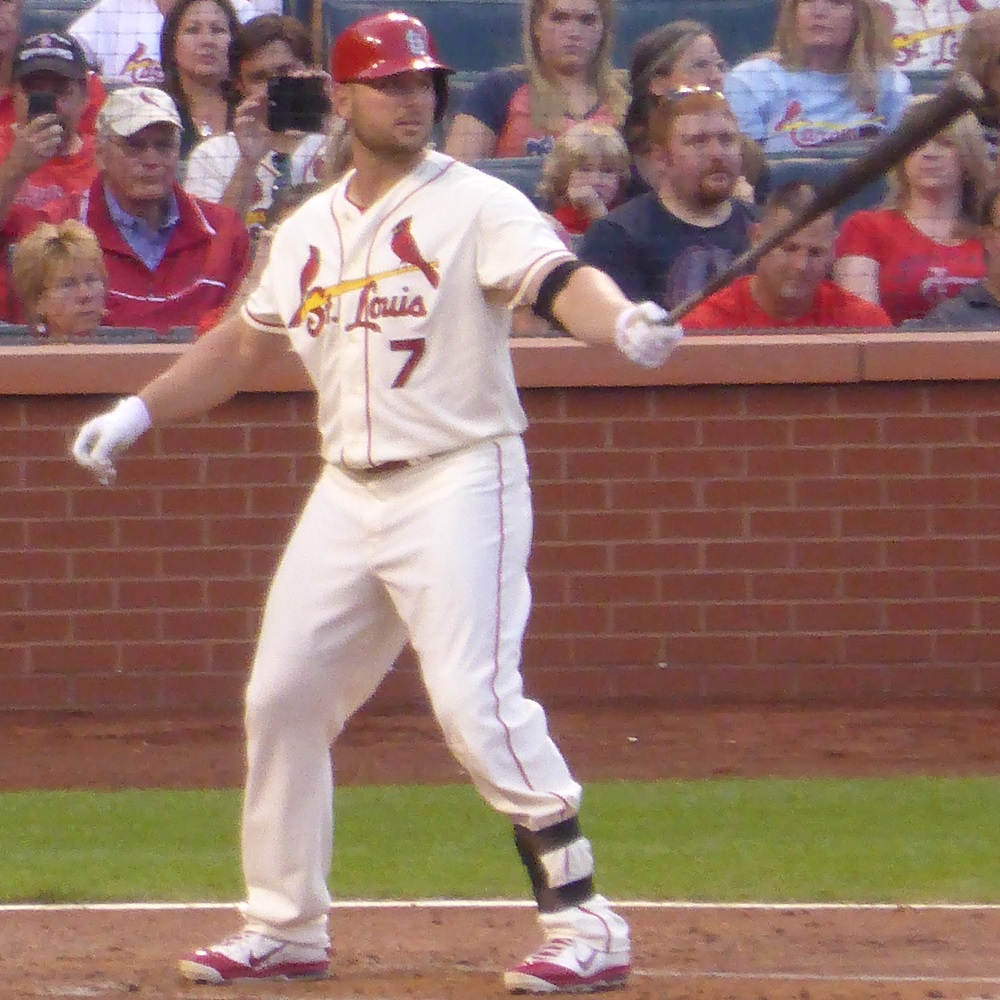
セントルイス・カージナルス時代
（2014年9月20日）

2011年は怪我に苦しんだシーズンとなった。まず開幕直後に盲腸炎となり1週間欠場。6月には左の大腿四頭筋の炎症で半月欠場。9月中旬には左手中指の腱に炎症が出て10日間欠場した。しかし5月6日まで4割を維持するなど成績自体は例年並みで、打率、出塁率、長打率は微減に留まった。また、自身初のワールドシリーズ制覇を経験した。
2012年は、目立った怪我もなく一定の成績を残したが、自己ワーストの132三振、盗塁成功率50%など、精彩を欠いた面もあった。
2013年、打率.300、22本塁打、94打点という打撃成績をマークしたほか、103得点と6盗塁を記録した。打率が3年ぶりに.300の水準に回復し、得点が100を超えたのは実に5年ぶりの事だった。盗塁成功率は86%を誇り、数こそ少なかったものの高い盗塁技術を見せた。一方で、リーグ最多の31併殺打を献上し、DRS－ 13という始末だった。
2014年、156試合に出場して打率.272、20本塁打、90打点という成績を残した。9年連続で20本塁打以上をクリアし、打点は3年連続で90打点以上を達成。2011年以降マイナス続きだった守備防御点は±0で久々にマイナスを回避したが、失策は自己ワーストタイの7つだった。
2015年は好調を維持し、オールスターゲームにも選出されたが、故障の為に出場辞退した。故障の影響もあって73試合の出場に留まり、ルーキーイヤー以来となる規定打席未達に終わった。打率.279、4本塁打、35打点という成績だった。
2016年11月3日にFAとなった。

### ヤンキース時代
2016年12月7日にニューヨーク・ヤンキースと1年1300万ドルで契約した。
2017年4月8日のボルチモア・オリオールズ戦でケビン・ゴーズマンから通算2000本安打を記録した。5月4日のトロント・ブルージェイズ戦でマーカス・ストローマンから通算300本塁打を記録した。オフの11月2日にFAとなった。

### ロッキーズ復帰
2018年7月29日に古巣のロッキーズとマイナー契約を結んだ。8月23日にメジャー契約を結び、アクティブ・ロースター入りした。オフの10月29日にFAとなった。

### 引退後
2022年には息子のジャクソン・ホリデイがMLBドラフト1巡目（全体1位）でボルチモア・オリオールズから指名され、プロ入りした。シーズンオフの11月6日にカージナルスのベンチコーチ就任のニュースが発表されたが、2023年1月12日に家庭の事情により辞退することが報じられた（代わって前年までシカゴ・ホワイトソックスでコーチを務めたジョー・マクユーイングが就任）。

## 選手としての特徴
打撃センスには天性のものがあり、ロッキーズ時代はトッド・ヘルトンに代わって主砲の地位を揺るぎないものにした。監督を務めたクリント・ハードルがホリデイのことを「パワーを備えた巧打者」と称しているように、パワーヒッターでありながら安定したバットコントロールを兼ね備えている。広角に打球を打ち分けることで安打を量産し、長打になるほどその傾向が強まるという特徴を持っている。
ロッキーズ時代のホリデイの打撃成績は、「極端な打者有利」とされる本拠地球場クアーズ・フィールドとその他の球場では大きな差があった。以下に、本拠地とその他の球場での打撃成績を表にして示す。数字は2007年までのもの。
| 球 場  | 試 合 | 打 数 | 得 点 | 安 打 | 二 塁 打 | 三 塁 打 | 本 塁 打 | 塁 打 | 打 点 | 盗 塁 | 盗 塁 死 | 犠 打 | 犠 飛 | 四 球 | 敬 遠 | 死 球 | 三 振 | 併 殺 打 | 打 率 | 長 打 率 | 出 塁 率 | O P S |
| ------ | ----- | ----- | ----- | ----- | -------- | -------- | -------- | ----- | ----- | ----- | -------- | ----- | ----- | ----- | ----- | ----- | ----- | -------- | ----- | -------- | -------- | ----- |
| 本拠地 | 286   | 1067  | 223   | 388   | 83       | 14       | 69       | 706   | 248   | 18    | 8        | 0     | 5     | 93    | 6     | 25    | 176   | 35       | .364  | .662     | .425     | 1.087 |
| その他 | 273   | 1050  | 149   | 287   | 67       | 7        | 34       | 470   | 147   | 20    | 7        | 1     | 7     | 84    | 5     | 13    | 225   | 30       | .273  | .448     | .333     | .781  |

それでもFOXSportsが「本拠地のアドバンテージを抜きにしても、ホリデイは（2008年1月時点で）メジャーで一番多くの得点を生み出す左翼手である」と、その打力を評価した通り、カージナルス移籍後もハイレベルな成績を維持している。
巨体に似合わず走塁面でも高い能力を秘めており、5年連続で2ケタ盗塁を記録している。守備面では守備範囲が狭く、粗さが目立つが、年々失策は減少傾向にある（7→7→6→3）。2007年は守備率メジャー1位、最少チーム失策数を記録したチームの守備陣の一人としてリーグ優勝に貢献した。

## 人物・エピソード
慎ましい性格で知られ、その謙虚な姿勢からファンやチームメイトの信頼は厚い。2007年のリーグチャンピオンシップシリーズでMVPを受賞した際にも「この賞はおれのものではない。みんながもらうべき。25等分できたらいいのに」と語っている。またホーム試合には自身の子供を連れていき、試合後は一緒に室内打撃練習場に行くという微笑ましい光景がよく見られた。
2012年1月には、ドラフトの上位指名4選手に直接メールを送り、セントルイスに招待した。交通費とホテル代はホリデイが持ち、昼は一緒にトレーニング。夜は自宅に招いて妻の手料理をご馳走したり、ホッケーの試合を観戦したり、デビッド・フリースやマット・カーペンターを紹介するなどして交流を深めた。

## 詳細情報

### 年度別打撃成績
| 年 度     | 球 団     | 試 合 | 打 席 | 打 数 | 得 点 | 安 打 | 二 塁 打 | 三 塁 打 | 本 塁 打 | 塁 打 | 打 点 | 盗 塁 | 盗 塁 死 | 犠 打 | 犠 飛 | 四 球 | 敬 遠 | 死 球 | 三 振 | 併 殺 打 | 打 率 | 出 塁 率 | 長 打 率 | O P S |
| --------- | --------- | ----- | ----- | ----- | ----- | ----- | -------- | -------- | -------- | ----- | ----- | ----- | -------- | ----- | ----- | ----- | ----- | ----- | ----- | -------- | ----- | -------- | -------- | ----- |
| 2004      | COL       | 121   | 439   | 400   | 65    | 116   | 31       | 3        | 14       | 195   | 57    | 3     | 3        | 1     | 1     | 31    | 0     | 6     | 86    | 9        | .290  | .349     | .488     | .837  |
| 2005      | COL       | 125   | 526   | 479   | 68    | 147   | 24       | 7        | 19       | 242   | 87    | 14    | 3        | 0     | 4     | 36    | 1     | 7     | 79    | 11       | .307  | .361     | .505     | .866  |
| 2006      | COL       | 155   | 667   | 602   | 119   | 196   | 45       | 5        | 34       | 353   | 114   | 10    | 5        | 0     | 3     | 47    | 3     | 15    | 110   | 22       | .326  | .387     | .586     | .973  |
| 2007      | COL       | 158   | 713   | 636   | 120   | 216   | 50       | 6        | 36       | 386   | 137   | 11    | 4        | 0     | 4     | 63    | 7     | 10    | 126   | 23       | .340  | .405     | .607     | 1.012 |
| 2008      | COL       | 139   | 623   | 539   | 107   | 173   | 38       | 2        | 25       | 290   | 88    | 28    | 2        | 0     | 2     | 74    | 6     | 8     | 104   | 9        | .321  | .409     | .538     | .947  |
| 2009      | OAK       | 93    | 400   | 346   | 52    | 99    | 23       | 1        | 11       | 157   | 54    | 12    | 3        | 0     | 2     | 46    | 3     | 6     | 58    | 8        | .286  | .378     | .454     | .831  |
| 2009      | STL       | 63    | 270   | 235   | 42    | 83    | 16       | 2        | 13       | 142   | 55    | 2     | 4        | 0     | 5     | 26    | 5     | 4     | 43    | 5        | .353  | .419     | .604     | 1.023 |
| '09計     | STL       | 156   | 670   | 581   | 94    | 182   | 39       | 3        | 24       | 299   | 109   | 14    | 7        | 0     | 7     | 72    | 8     | 10    | 101   | 13       | .313  | .394     | .515     | .909  |
| 2010      | STL       | 158   | 675   | 596   | 95    | 186   | 45       | 1        | 28       | 317   | 103   | 9     | 5        | 0     | 2     | 69    | 10    | 8     | 93    | 13       | .312  | .390     | .532     | .922  |
| 2011      | STL       | 124   | 516   | 446   | 83    | 132   | 36       | 0        | 22       | 234   | 75    | 2     | 1        | 0     | 2     | 60    | 4     | 8     | 93    | 21       | .296  | .388     | .525     | .912  |
| 2012      | STL       | 157   | 688   | 599   | 95    | 177   | 36       | 2        | 27       | 298   | 102   | 4     | 4        | 0     | 5     | 75    | 3     | 9     | 132   | 16       | .295  | .379     | .497     | .877  |
| 2013      | STL       | 141   | 602   | 520   | 103   | 156   | 31       | 1        | 22       | 255   | 94    | 6     | 1        | 0     | 4     | 69    | 5     | 9     | 86    | 31       | .300  | .389     | .490     | .879  |
| 2014      | STL       | 156   | 667   | 574   | 83    | 156   | 37       | 0        | 20       | 253   | 90    | 4     | 1        | 0     | 2     | 74    | 4     | 17    | 100   | 20       | .272  | .370     | .441     | .811  |
| 2015      | STL       | 73    | 277   | 229   | 24    | 64    | 16       | 1        | 4        | 94    | 35    | 2     | 1        | 0     | 3     | 39    | 5     | 6     | 49    | 9        | .279  | .394     | .410     | .804  |
| 2016      | STL       | 110   | 426   | 382   | 48    | 94    | 20       | 1        | 20       | 176   | 62    | 0     | 0        | 0     | 1     | 35    | 1     | 8     | 71    | 9        | .246  | .322     | .461     | .782  |
| 2017      | NYY       | 105   | 427   | 373   | 50    | 86    | 18       | 0        | 19       | 161   | 64    | 1     | 0        | 0     | 5     | 46    | 0     | 3     | 114   | 14       | .231  | .316     | .432     | .748  |
| 2018      | COL       | 25    | 65    | 53    | 3     | 15    | 2        | 0        | 2        | 23    | 3     | 0     | 0        | 0     | 0     | 12    | 0     | 0     | 18    | 0        | .283  | .415     | .434     | .849  |
| MLB：15年 | MLB：15年 | 1903  | 7981  | 7009  | 1157  | 2096  | 468      | 32       | 316      | 3576  | 1220  | 108   | 37       | 1     | 45    | 802   | 57    | 124   | 1362  | 220      | .299  | .379     | .510     | .889  |

- 各年度の太字はリーグ最高

### タイトル
- 首位打者：1回（2007年）
- 打点王：1回（2007年）

### 表彰
- シルバースラッガー賞：4回（2006年 - 2008年、2010年）
- リーグチャンピオンシップシリーズMVP：1回（2007年）

### 記録
- 最多安打：1回（2007年）
- 最多二塁打：1回（2007年）
- MLBオールスターゲーム選出：7回（2006年、2007年、2008年、2010年、2011年、2012年、2015年）

### 背番号
- 5（2004年 - 2009年途中）
- 15（2009年途中 - 同年終了）
- 7（2010年 - 2016年、2018年）
- 17（2017年）

### 代表歴
- 2006 ワールド・ベースボール・クラシック・アメリカ合衆国代表